# Serie A 1970-1971
La Serie A 1970-1971 è stata la 69ª edizione della massima serie del campionato italiano di calcio (la 39ª a girone unico), disputata tra il 27 settembre 1970 e il 23 maggio 1971 e conclusa con la vittoria dell'Inter, al suo undicesimo titolo.
Capocannoniere del torneo è stato Roberto Boninsegna (Inter) con 24 reti.

## Stagione
Dopo due anni di novità in vetta, con i trionfi della Fiorentina nel 1968-69 e del Cagliari nel 1969-70, ritornò protagonista la città di Milano, con un duello tra le due squadre meneghine e il Napoli. Il campionato iniziò il 27 settembre 1970.
Partì bene lo scudettato Cagliari, che, dopo la vittoria in casa dell'Inter, il 25 ottobre, andò in testa; ma a Vienna, sei giorni dopo, durante la partita tra Italia e Austria, un grave infortunio mise fuori gioco Riva, compromettendo, in parte, la carriera della grande ala e indebolendo il club rossoblu; l'8 novembre i sardi non andarono oltre l'1-1 contro il neopromosso Foggia e, mentre il Milan vinse il derby mandando indietro l'Inter, passò in testa il Napoli, che proseguì bene e arrivò al primo posto al 20 dicembre, giorno dello scontro diretto con il Milan; al San Paolo vinsero però i rossoneri (0-1 sul campo, ma a seguito delle violente proteste degli spettatori napoletani il risultato divenne 0-2 a tavolino) che andarono in testa e furono campioni d'inverno il 17 gennaio 1971.

Roberto Boninsegna, oltre allo scudetto interista, vinse anche la classifica cannonieri con 24 reti.

Già alla fine del girone d'andata però l'Inter, il cui avvio di stagione, sotto la guida di Heriberto Herrera, era stato povero di risultati e ricco di polemiche a causa di problemi nello spogliatoio, iniziò la rimonta. Alla quinta giornata di campionato, dopo la sconfitta nel derby, il presidente Ivanoe Fraizzoli esonerò Herrera, chiamando a sostituirlo Giovanni Invernizzi. I nerazzurri vinsero il derby di ritorno il 7 marzo e distanziarono poi il Napoli, terzo in classifica, battendolo nella sfida di due settimane dopo a Milano (2-1 per l'Inter, con il Napoli in vantaggio alla fine del primo tempo, rimonta dell'Inter in dieci uomini e molte discussioni per la rete del pareggio nerazzurro, su contestato calcio di rigore). Il sorpasso si concretizzò quando i rossoneri persero in casa contro il Varese e gli interisti sconfissero in trasferta il Catania. Con due punti di vantaggio, poi aumentati a tre, il finale fu quasi una passerella: il 2 maggio il Milan perse in rimonta a Bologna, mentre l'Inter superava largamente il Foggia, ormai in caduta libera. Lo scudetto fu matematico per l'Inter, che divenne l'unica squadra nella storia della Serie A a vincere un campionato pur cambiando allenatore a stagione in corso. Terzo giungeva il Napoli, il cui ottimo risultato finale era da attribuire soprattutto alla solidità del suo reparto arretrato.
Un'importante novità di quest'anno fu l'introduzione della zona UEFA, conseguente alla programmata inclusione della Coppa delle Fiere nel novero delle manifestazioni della UEFA. L'Italia fu subito iscritta come nazione di prima fascia avente a disposizione ben quattro posti, cioè il più alto numero possibile. L'innovazione diede ancora più interesse al campionato, che godeva ora di un nuovo traguardo anche per le squadre di alta classifica ma escluse dalla corsa al titolo. Oltre al Milan e al Napoli, gli ultimi due posti furono appannaggio di Juventus e Bologna, che staccarono una Roma che raccolse due punti nelle ultime tre giornate.
Sul fondo tra le già retrocesse Lazio e Catania fu praticamente uno spareggio per evitare l'ultima posizione. Più avvincente la lotta per il quartultimo posto: finì in B lo stesso Foggia, per differenza reti, a seguito della sconfitta per 0-3 subita a Varese nell'ultima giornata di campionato, mentre si salvarono per un soffio la Sampdoria (grazie al pareggio a reti bianche sul campo del Vicenza) e la Fiorentina (grazie all'1-1 conquistato con la Juventus in trasferta).

## Squadre partecipanti
| Club         | Stagione | Città    | Stadio | Stagione precedente           |
| ------------ | -------- | -------- | --- | ----------------------------- |
| Bologna      | dettagli | Bologna  | Stadio Comunale | 10º posto in Serie A          |
| Cagliari     | dettagli | Cagliari | Stadio Sant'Elia | 1º posto in Serie A           |
| Catania      | dettagli | Catania  | Stadio Cibali | 3º posto in Serie B, promosso |
| Fiorentina   | dettagli | Firenze  | Stadio Comunale | 4º posto in Serie A           |
| Foggia       | dettagli | Foggia   | Stadio Pino Zaccheria Stadio della Vittoria, (Bari) (solo 27a)                                                                              | 2º posto in Serie B, promosso |
| Inter        | dettagli | Milano   | Stadio San Siro | 2º posto in Serie A           |
| Juventus     | dettagli | Torino   | Stadio Comunale di Torino | 3º posto in Serie A           |
| L.R. Vicenza | dettagli | Vicenza  | Stadio Romeo Menti | 8º posto in Serie A           |
| Lazio        | dettagli | Roma     | Stadio Olimpico | 8º posto in Serie A           |
| Milan        | dettagli | Milano   | Stadio San Siro | 4º posto in Serie A           |
| Napoli       | dettagli | Napoli   | Stadio San Paolo Stadio della Vittoria, (Bari) (solo 11a)                                                                                   | 6º posto in Serie A           |
| Roma         | dettagli | Roma     | Stadio Olimpico | 10º posto in Serie A          |
| Sampdoria    | dettagli | Genova   | Stadio Luigi Ferraris | 13º posto in Serie A          |
| Torino       | dettagli | Torino   | Stadio Comunale di Torino Stadio Comunale, (Bergamo) (solo 21a) Stadio Comunale, (Novara) (solo 23a) Stadio Comunale, (Piacenza) (solo 25a) | 7º posto in Serie A           |
| Varese       | dettagli | Varese   | Stadio Franco Ossola | 1º posto in Serie B, promosso |
| Verona       | dettagli | Verona   | Stadio Marcantonio Bentegodi | 12º posto in Serie A          |

## Allenatori e primatisti
| Squadra           | Allenatore                                             | Calciatore più presente                                                       | Cannoniere                       |
| ----------------- | ------------------------------------------------------ | ----------------------------------------------------------------------------- | -------------------------------- |
| Bologna           | Edmondo Fabbri                                         | Franco Cresci (30)                                                            | Giuseppe Savoldi (15)            |
| Cagliari          | Manlio Scopigno                                        | Sergio Gori, Nené (30)                                                        | Angelo Domenghini, Gigi Riva (8) |
| Catania           | Egizio Rubino                                          | Giorgio Bernardis, Aquilino Bonfanti, Sergio Reggiani (30)                    | Aquilino Bonfanti (5)            |
| Fiorentina        | Bruno Pesaola (1ª-15ª) Oronzo Pugliese (16ª-30ª)       | Ugo Ferrante (30)                                                             | Alessandro Vitali (6)            |
| Foggia            | Tommaso Maestrelli                                     | Piero Lenzi, Nello Saltutti (30)                                              | Nello Saltutti (8)               |
| Inter             | Heriberto Herrera (1ª-5ª) Giovanni Invernizzi (6ª-30ª) | Giacinto Facchetti (30)                                                       | Roberto Boninsegna (24)          |
| Juventus          | Armando Picchi (1ª-18ª) Čestmír Vycpálek (19ª-30ª)     | Francesco Morini (30)                                                         | Roberto Bettega (13)             |
| Lanerossi Vicenza | Héctor Puricelli                                       | Chinesinho, Nevio Scala, Gianfranco Volpato (30)                              | Mario Maraschi (8)               |
| Lazio             | Juan Carlos Lorenzo                                    | Giorgio Chinaglia (30)                                                        | Giorgio Chinaglia (9)            |
| Milan             | Nereo Rocco                                            | Giorgio Biasiolo, Pierino Prati, Roberto Rosato, Karl-Heinz Schnellinger (29) | Pierino Prati (19)               |
| Napoli            | Giuseppe Chiappella                                    | Giovanni Improta, Dino Zoff (30)                                              | José Altafini (7)                |
| Roma              | Helenio Herrera (1ª-24ª) Luciano Tessari (25ª-30ª)     | Aldo Bet, Alberto Ginulfi, Elvio Salvori (30)                                 | Amarildo (7)                     |
| Sampdoria         | Fulvio Bernardini                                      | Giovanni Lodetti, Pietro Sabatini (30)                                        | Ermanno Cristin (9)              |
| Torino            | Giancarlo Cadè                                         | Luciano Castellini, Natalino Fossati, Claudio Sala (28)                       | Gianni Bui (6)                   |
| Varese            | Nils Liedholm                                          | Pietro Carmignani, Angelo Rimbano (30)                                        | Alberto Carelli (6)              |
| Verona            | Renato Lucchi (1ª-8ª) Ugo Pozzan (9ª-30ª)              | Alberto Batistoni (30)                                                        | Sergio Clerici (10)              |

## Classifica finale
|       | Pos. | Squadra      | Pt | G  | V  | N  | P  | GF | GS | DR  |
| ----- | ---- | ------------ | -- | -- | -- | -- | -- | -- | -- | --- |
|       | 1.   | Inter        | 46 | 30 | 19 | 8  | 3  | 50 | 26 | +24 |
|       | 2.   | Milan        | 42 | 30 | 15 | 12 | 3  | 54 | 26 | +28 |
|       | 3.   | Napoli       | 39 | 30 | 15 | 9  | 6  | 33 | 19 | +14 |
|       | 4.   | Juventus     | 35 | 30 | 11 | 13 | 6  | 41 | 30 | +11 |
|       | 5.   | Bologna      | 34 | 30 | 10 | 14 | 6  | 30 | 24 | +6  |
|       | 6.   | Roma         | 32 | 30 | 7  | 18 | 5  | 32 | 25 | +7  |
|       | 7.   | Cagliari     | 30 | 30 | 8  | 14 | 8  | 33 | 35 | -2  |
| [ 2 ] | 8.   | Torino       | 26 | 30 | 6  | 14 | 10 | 27 | 30 | -3  |
|       | 8.   | Varese       | 26 | 30 | 5  | 16 | 9  | 29 | 33 | -4  |
|       | 8.   | L.R. Vicenza | 26 | 30 | 6  | 14 | 10 | 23 | 31 | -8  |
|       | 8.   | Verona       | 26 | 30 | 7  | 12 | 11 | 23 | 35 | -12 |
|       | 12.  | Sampdoria    | 25 | 30 | 6  | 13 | 11 | 30 | 34 | -4  |
|       | 13.  | Fiorentina   | 25 | 30 | 3  | 19 | 8  | 26 | 32 | -6  |
|       | 14.  | Foggia       | 25 | 30 | 6  | 13 | 11 | 28 | 43 | -15 |
|       | 15.  | Lazio        | 22 | 30 | 5  | 12 | 13 | 28 | 43 | -15 |
|       | 16.  | Catania      | 21 | 30 | 5  | 11 | 14 | 18 | 39 | -21 |

Legenda:
      Campione d'Italia e qualificato in Coppa dei Campioni 1971-1972.
      Qualificate in Coppa UEFA 1971-1972.
      Qualificata in Coppa delle Coppe 1971-1972.
      Retrocesse in Serie B 1971-1972.
Regolamento:
Due punti a vittoria, uno a pareggio, zero a sconfitta.
In caso di parità di punti era in vigore il pari merito, eccetto per i posti salvezza-retrocessione e qualificazione-esclusione dalla Coppa UEFA (differenza reti) nonché per l'assegnazione dello scudetto (spareggio).
Note:
La Fiorentina fu designata per la Coppa Mitropa 1971-1972 dalla L.N.P..

### Squadra campione
| Formazione tipo | Giocatori (presenze)    |
| --- | ----------------------- |
| Vieri Burgnich Bellugi Giubertoni Facchetti Jair Mazzola Bedin Bertini Corso Boninsegna | Lido Vieri (24)         |
| Vieri Burgnich Bellugi Giubertoni Facchetti Jair Mazzola Bedin Bertini Corso Boninsegna | Mauro Bellugi (19)      |
| Vieri Burgnich Bellugi Giubertoni Facchetti Jair Mazzola Bedin Bertini Corso Boninsegna | Giacinto Facchetti (30) |
| Vieri Burgnich Bellugi Giubertoni Facchetti Jair Mazzola Bedin Bertini Corso Boninsegna | Gianfranco Bedin (23)   |
| Vieri Burgnich Bellugi Giubertoni Facchetti Jair Mazzola Bedin Bertini Corso Boninsegna | Mario Giubertoni (27)   |
| Vieri Burgnich Bellugi Giubertoni Facchetti Jair Mazzola Bedin Bertini Corso Boninsegna | Tarcisio Burgnich (29)  |
| Vieri Burgnich Bellugi Giubertoni Facchetti Jair Mazzola Bedin Bertini Corso Boninsegna | Jair (23)               |
| Vieri Burgnich Bellugi Giubertoni Facchetti Jair Mazzola Bedin Bertini Corso Boninsegna | Mario Bertini (26)      |
| Vieri Burgnich Bellugi Giubertoni Facchetti Jair Mazzola Bedin Bertini Corso Boninsegna | Roberto Boninsegna (28) |
| Vieri Burgnich Bellugi Giubertoni Facchetti Jair Mazzola Bedin Bertini Corso Boninsegna | Sandro Mazzola (29)     |
| Vieri Burgnich Bellugi Giubertoni Facchetti Jair Mazzola Bedin Bertini Corso Boninsegna | Mario Corso (29)        |
| Altri giocatori: Mario Frustalupi (18), Bernardino Fabbian (17), Ivano Bordon (9), Giancarlo Cella (6), Sergio Pellizzaro (4), Marco Achilli (3), Gabriele Oriali (2), Alberto Reif (2), Oscar Righetti (1). |                         |

## Risultati

### Tabellone
|                   | Bol  | Cag  | Cat  | Fio  | Fog  | Int  | Juv  | LRV  | Laz  | Mil  | Nap  | Rom  | Sam  | Tor  | Var  | Ver  |
| ----------------- | ---- | ---- | ---- | ---- | ---- | ---- | ---- | ---- | ---- | ---- | ---- | ---- | ---- | ---- | ---- | ---- |
| Bologna           | –––– | 0-0  | 2-0  | 0-0  | 1-2  | 2-2  | 1-0  | 3-0  | 2-0  | 3-2  | 1-0  | 0-0  | 1-1  | 1-0  | 1-0  | 2-2  |
| Cagliari          | 2-1  | –––– | 1-1  | 2-0  | 1-1  | 0-0  | 1-1  | 1-1  | 2-1  | 0-4  | 1-1  | 0-1  | 2-1  | 0-0  | 1-1  | 4-1  |
| Catania           | 0-0  | 1-1  | –––– | 0-0  | 2-0  | 0-1  | 0-1  | 1-1  | 3-1  | 0-0  | 1-0  | 1-2  | 1-3  | 1-0  | 0-0  | 0-1  |
| Fiorentina        | 1-2  | 1-2  | 1-1  | –––– | 3-0  | 2-2  | 1-2  | 0-0  | 1-1  | 2-5  | 0-1  | 2-2  | 0-0  | 1-1  | 1-1  | 1-1  |
| Foggia            | 1-1  | 0-0  | 1-0  | 1-1  | –––– | 1-1  | 0-0  | 1-1  | 5-2  | 1-1  | 0-3  | 1-0  | 2-2  | 1-0  | 2-2  | 3-0  |
| Inter             | 1-0  | 1-3  | 3-2  | 2-1  | 5-0  | –––– | 2-0  | 2-1  | 1-1  | 2-0  | 2-1  | 0-0  | 3-1  | 2-0  | 3-2  | 1-0  |
| Juventus          | 0-0  | 2-1  | 5-0  | 1-1  | 2-1  | 1-1  | –––– | 2-1  | 3-1  | 0-2  | 4-1  | 2-0  | 3-1  | 3-3  | 2-2  | 2-1  |
| Lanerossi Vicenza | 0-0  | 1-1  | 0-0  | 0-1  | 1-0  | 1-2  | 1-1  | –––– | 1-0  | 1-1  | 0-1  | 0-0  | 0-0  | 1-1  | 3-1  | 0-0  |
| Lazio             | 2-2  | 2-4  | 1-0  | 0-0  | 2-1  | 0-1  | 2-2  | 0-1  | –––– | 0-1  | 0-0  | 1-1  | 1-0  | 1-0  | 0-0  | 1-1  |
| Milan             | 2-1  | 3-1  | 4-0  | 1-0  | 2-0  | 3-0  | 1-1  | 3-1  | 1-1  | –––– | 1-1  | 2-2  | 3-1  | 1-0  | 1-2  | 1-1  |
| Napoli            | 3-0  | 1-0  | 1-0  | 0-0  | 0-0  | 2-1  | 1-0  | 1-0  | 2-0  | 0-2  | –––– | 1-2  | 0-0  | 2-0  | 1-0  | 2-0  |
| Roma              | 1-1  | 0-0  | 5-0  | 0-1  | 3-1  | 0-0  | 0-0  | 4-1  | 2-2  | 1-1  | 2-2  | –––– | 0-0  | 1-1  | 3-0  | 0-0  |
| Sampdoria         | 1-2  | 0-0  | 2-0  | 2-2  | 2-0  | 0-2  | 2-0  | 1-2  | 2-3  | 1-1  | 0-1  | 0-0  | –––– | 0-0  | 2-1  | 3-0  |
| Torino            | 1-0  | 2-1  | 1-1  | 1-1  | 1-1  | 0-2  | 2-1  | 2-3  | 1-1  | 1-1  | 1-1  | 4-0  | 0-0  | –––– | 3-1  | 1-0  |
| Varese            | 0-0  | 4-1  | 0-1  | 0-0  | 3-0  | 1-3  | 0-0  | 0-0  | 2-1  | 1-1  | 1-1  | 0-0  | 1-1  | 0-0  | –––– | 2-0  |
| Verona            | 0-0  | 2-0  | 1-1  | 1-1  | 1-1  | 1-2  | 0-0  | 1-0  | 1-0  | 1-3  | 0-2  | 1-0  | 3-1  | 1-0  | 1-1  | –––– |

### Calendario
| andata (1ª) | andata (1ª) | 1ª giornata               | ritorno (16ª) | ritorno (16ª) |
|             |             |                           |               |               |
| 27 set.     | 3-0         | Bologna-Lanerossi Vicenza | 0-0           | 31 gen.       |
| 27 set.     | 2-1         | Cagliari-Sampdoria        | 0-0           | 31 gen.       |
| 27 set.     | 0-1         | Catania-Juventus          | 0-5           | 31 gen.       |
| 27 set.     | 1-1         | Milan-Lazio               | 1-0           | 31 gen.       |
| 27 set.     | 1-0         | Napoli-Varese             | 1-1           | 31 gen.       |
| 27 set.     | 0-1         | Roma-Fiorentina           | 2-2           | 31 gen.       |
| 27 set.     | 1-1         | Torino-Foggia             | 0-1           | 31 gen.       |
| 27 set.     | 1-2         | Verona-Inter              | 0-1           | 31 gen.       |

| andata (2ª) | andata (2ª) | 2ª giornata               | ritorno (17ª) | ritorno (17ª) |
|             |             |                           |               |               |
| 4 ott.      | 1-1         | Fiorentina-Verona         | 1-1           | 7 feb.        |
| 4 ott.      | 1-1         | Foggia-Milan              | 0-2           | 7 feb.        |
| 4 ott.      | 0-0         | Inter-Roma                | 0-0           | 7 feb.        |
| 4 ott.      | 0-0         | Juventus-Bologna          | 0-1           | 7 feb.        |
| 4 ott.      | 0-0         | Lanerossi Vicenza-Catania | 1-1           | 7 feb.        |
| 4 ott.      | 2-4         | Lazio-Cagliari            | 1-2           | 7 feb.        |
| 4 ott.      | 0-1         | Sampdoria-Napoli          | 0-0           | 7 feb.        |
| 4 ott.      | 0-0         | Varese-Torino             | 1-3           | 7 feb.        |

| andata (1ª) | andata (1ª) | 1ª giornata               | ritorno (16ª) | ritorno (16ª) |
|             |             |                           |               |               |
| 27 set.     | 3-0         | Bologna-Lanerossi Vicenza | 0-0           | 31 gen.       |
| 27 set.     | 2-1         | Cagliari-Sampdoria        | 0-0           | 31 gen.       |
| 27 set.     | 0-1         | Catania-Juventus          | 0-5           | 31 gen.       |
| 27 set.     | 1-1         | Milan-Lazio               | 1-0           | 31 gen.       |
| 27 set.     | 1-0         | Napoli-Varese             | 1-1           | 31 gen.       |
| 27 set.     | 0-1         | Roma-Fiorentina           | 2-2           | 31 gen.       |
| 27 set.     | 1-1         | Torino-Foggia             | 0-1           | 31 gen.       |
| 27 set.     | 1-2         | Verona-Inter              | 0-1           | 31 gen.       |

| andata (2ª) | andata (2ª) | 2ª giornata               | ritorno (17ª) | ritorno (17ª) |
|             |             |                           |               |               |
| 4 ott.      | 1-1         | Fiorentina-Verona         | 1-1           | 7 feb.        |
| 4 ott.      | 1-1         | Foggia-Milan              | 0-2           | 7 feb.        |
| 4 ott.      | 0-0         | Inter-Roma                | 0-0           | 7 feb.        |
| 4 ott.      | 0-0         | Juventus-Bologna          | 0-1           | 7 feb.        |
| 4 ott.      | 0-0         | Lanerossi Vicenza-Catania | 1-1           | 7 feb.        |
| 4 ott.      | 2-4         | Lazio-Cagliari            | 1-2           | 7 feb.        |
| 4 ott.      | 0-1         | Sampdoria-Napoli          | 0-0           | 7 feb.        |
| 4 ott.      | 0-0         | Varese-Torino             | 1-3           | 7 feb.        |

| andata (3ª) | andata (3ª) | 3ª giornata            | ritorno (18ª) | ritorno (18ª) |
|             |             |                        |               |               |
| 11 ott.     | 2-2         | Bologna-Inter          | 0-1           | 14 feb.       |
| 11 ott.     | 1-1         | Cagliari-Varese        | 1-4           | 14 feb.       |
| 11 ott.     | 0-0         | Catania-Fiorentina     | 1-1           | 14 feb.       |
| 11 ott.     | 3-1         | Milan-Sampdoria        | 1-1           | 14 feb.       |
| 11 ott.     | 0-0         | Napoli-Foggia          | 3-0           | 14 feb.       |
| 11 ott.     | 4-1         | Roma-Lanerossi Vicenza | 0-0           | 14 feb.       |
| 11 ott.     | 1-1         | Torino-Lazio           | 0-1           | 14 feb.       |
| 11 ott.     | 0-0         | Verona-Juventus        | 1-2           | 14 feb.       |

| andata (4ª) | andata (4ª) | 4ª giornata              | ritorno (19ª) | ritorno (19ª) |
|             |             |                          |               |               |
| 25 ott.     | 0-1         | Fiorentina-Napoli        | 0-0           | 28 feb.       |
| 25 ott.     | 1-1         | Foggia-Bologna           | 2-1           | 28 feb.       |
| 25 ott.     | 1-3         | Inter-Cagliari           | 0-0           | 28 feb.       |
| 25 ott.     | 0-2         | Juventus-Milan           | 1-1           | 28 feb.       |
| 25 ott.     | 1-1         | Lanerossi Vicenza-Torino | 3-2           | 28 feb.       |
| 25 ott.     | 1-1         | Lazio-Verona             | 0-1           | 28 feb.       |
| 25 ott.     | 2-0         | Sampdoria-Catania        | 3-1           | 28 feb.       |
| 25 ott.     | 0-0         | Varese-Roma              | 0-3           | 28 feb.       |

| andata (3ª) | andata (3ª) | 3ª giornata            | ritorno (18ª) | ritorno (18ª) |
|             |             |                        |               |               |
| 11 ott.     | 2-2         | Bologna-Inter          | 0-1           | 14 feb.       |
| 11 ott.     | 1-1         | Cagliari-Varese        | 1-4           | 14 feb.       |
| 11 ott.     | 0-0         | Catania-Fiorentina     | 1-1           | 14 feb.       |
| 11 ott.     | 3-1         | Milan-Sampdoria        | 1-1           | 14 feb.       |
| 11 ott.     | 0-0         | Napoli-Foggia          | 3-0           | 14 feb.       |
| 11 ott.     | 4-1         | Roma-Lanerossi Vicenza | 0-0           | 14 feb.       |
| 11 ott.     | 1-1         | Torino-Lazio           | 0-1           | 14 feb.       |
| 11 ott.     | 0-0         | Verona-Juventus        | 1-2           | 14 feb.       |

| andata (4ª) | andata (4ª) | 4ª giornata              | ritorno (19ª) | ritorno (19ª) |
|             |             |                          |               |               |
| 25 ott.     | 0-1         | Fiorentina-Napoli        | 0-0           | 28 feb.       |
| 25 ott.     | 1-1         | Foggia-Bologna           | 2-1           | 28 feb.       |
| 25 ott.     | 1-3         | Inter-Cagliari           | 0-0           | 28 feb.       |
| 25 ott.     | 0-2         | Juventus-Milan           | 1-1           | 28 feb.       |
| 25 ott.     | 1-1         | Lanerossi Vicenza-Torino | 3-2           | 28 feb.       |
| 25 ott.     | 1-1         | Lazio-Verona             | 0-1           | 28 feb.       |
| 25 ott.     | 2-0         | Sampdoria-Catania        | 3-1           | 28 feb.       |
| 25 ott.     | 0-0         | Varese-Roma              | 0-3           | 28 feb.       |

| andata (5ª) | andata (5ª) | 5ª giornata              | ritorno (20ª) | ritorno (20ª) |
|             |             |                          |               |               |
| 8 nov.      | 2-0         | Bologna-Lazio            | 2-2           | 7 mar.        |
| 8 nov.      | 1-1         | Cagliari-Foggia          | 0-0           | 7 mar.        |
| 8 nov.      | 0-0         | Catania-Varese           | 1-0           | 7 mar.        |
| 8 nov.      | 3-0         | Milan-Inter              | 0-2           | 7 mar.        |
| 8 nov.      | 1-0         | Napoli-Juventus          | 1-4           | 7 mar.        |
| 8 nov.      | 0-0         | Roma-Sampdoria           | 0-0           | 7 mar.        |
| 8 nov.      | 1-1         | Torino-Fiorentina        | 1-1           | 7 mar.        |
| 8 nov.      | 1-0         | Verona-Lanerossi Vicenza | 0-0           | 7 mar.        |

| andata (6ª) | andata (6ª) | 6ª giornata              | ritorno (21ª) | ritorno (21ª) |
|             |             |                          |               |               |
| 15 nov.     | 2-5         | Fiorentina-Milan         | 0-1           | 14 mar.       |
| 15 nov.     | 1-0         | Foggia-Catania           | 0-2           | 14 mar.       |
| 15 nov.     | 2-0         | Inter-Torino             | 2-0           | 14 mar.       |
| 15 nov.     | 2-1         | Juventus-Cagliari        | 1-1           | 14 mar.       |
| 15 nov.     | 0-1         | Lanerossi Vicenza-Napoli | 0-1           | 14 mar.       |
| 15 nov.     | 1-1         | Lazio-Roma               | 2-2           | 14 mar.       |
| 15 nov.     | 3-0         | Sampdoria-Verona         | 1-3           | 14 mar.       |
| 15 nov.     | 0-0         | Varese-Bologna           | 0-1           | 14 mar.       |

| andata (5ª) | andata (5ª) | 5ª giornata              | ritorno (20ª) | ritorno (20ª) |
|             |             |                          |               |               |
| 8 nov.      | 2-0         | Bologna-Lazio            | 2-2           | 7 mar.        |
| 8 nov.      | 1-1         | Cagliari-Foggia          | 0-0           | 7 mar.        |
| 8 nov.      | 0-0         | Catania-Varese           | 1-0           | 7 mar.        |
| 8 nov.      | 3-0         | Milan-Inter              | 0-2           | 7 mar.        |
| 8 nov.      | 1-0         | Napoli-Juventus          | 1-4           | 7 mar.        |
| 8 nov.      | 0-0         | Roma-Sampdoria           | 0-0           | 7 mar.        |
| 8 nov.      | 1-1         | Torino-Fiorentina        | 1-1           | 7 mar.        |
| 8 nov.      | 1-0         | Verona-Lanerossi Vicenza | 0-0           | 7 mar.        |

| andata (6ª) | andata (6ª) | 6ª giornata              | ritorno (21ª) | ritorno (21ª) |
|             |             |                          |               |               |
| 15 nov.     | 2-5         | Fiorentina-Milan         | 0-1           | 14 mar.       |
| 15 nov.     | 1-0         | Foggia-Catania           | 0-2           | 14 mar.       |
| 15 nov.     | 2-0         | Inter-Torino             | 2-0           | 14 mar.       |
| 15 nov.     | 2-1         | Juventus-Cagliari        | 1-1           | 14 mar.       |
| 15 nov.     | 0-1         | Lanerossi Vicenza-Napoli | 0-1           | 14 mar.       |
| 15 nov.     | 1-1         | Lazio-Roma               | 2-2           | 14 mar.       |
| 15 nov.     | 3-0         | Sampdoria-Verona         | 1-3           | 14 mar.       |
| 15 nov.     | 0-0         | Varese-Bologna           | 0-1           | 14 mar.       |

| andata (7ª) | andata (7ª) | 7ª giornata             | ritorno (22ª) | ritorno (22ª) |
|             |             |                         |               |               |
| 22 nov.     | 1-1         | Bologna-Sampdoria       | 2-1           | 21 mar.       |
| 22 nov.     | 2-0         | Cagliari-Fiorentina     | 2-1           | 21 mar.       |
| 22 nov.     | 3-1         | Catania-Lazio           | 0-1           | 21 mar.       |
| 22 nov.     | 3-1         | Milan-Lanerossi Vicenza | 1-1           | 21 mar.       |
| 22 nov.     | 2-1         | Napoli-Inter            | 1-2           | 21 mar.       |
| 22 nov.     | 3-1         | Roma-Foggia             | 0-1           | 21 mar.       |
| 22 nov.     | 2-1         | Torino-Juventus         | 3-3           | 21 mar.       |
| 22 nov.     | 1-1         | Verona-Varese           | 0-2           | 21 mar.       |

| andata (8ª) | andata (8ª) | 8ª giornata                | ritorno (23ª) | ritorno (23ª) |
|             |             |                            |               |               |
| 29 nov.     | 1-2         | Fiorentina-Bologna         | 0-0           | 28 mar.       |
| 29 nov.     | 3-0         | Foggia-Verona              | 1-1           | 28 mar.       |
| 29 nov.     | 3-2         | Inter-Catania              | 1-0           | 28 mar.       |
| 29 nov.     | 2-0         | Juventus-Roma              | 0-0           | 28 mar.       |
| 29 nov.     | 1-1         | Lanerossi Vicenza-Cagliari | 1-1           | 28 mar.       |
| 29 nov.     | 0-0         | Lazio-Napoli               | 0-2           | 28 mar.       |
| 29 nov.     | 0-0         | Sampdoria-Torino           | 0-0           | 28 mar.       |
| 29 nov.     | 1-1         | Varese-Milan               | 2-1           | 28 mar.       |

| andata (7ª) | andata (7ª) | 7ª giornata             | ritorno (22ª) | ritorno (22ª) |
|             |             |                         |               |               |
| 22 nov.     | 1-1         | Bologna-Sampdoria       | 2-1           | 21 mar.       |
| 22 nov.     | 2-0         | Cagliari-Fiorentina     | 2-1           | 21 mar.       |
| 22 nov.     | 3-1         | Catania-Lazio           | 0-1           | 21 mar.       |
| 22 nov.     | 3-1         | Milan-Lanerossi Vicenza | 1-1           | 21 mar.       |
| 22 nov.     | 2-1         | Napoli-Inter            | 1-2           | 21 mar.       |
| 22 nov.     | 3-1         | Roma-Foggia             | 0-1           | 21 mar.       |
| 22 nov.     | 2-1         | Torino-Juventus         | 3-3           | 21 mar.       |
| 22 nov.     | 1-1         | Verona-Varese           | 0-2           | 21 mar.       |

| andata (8ª) | andata (8ª) | 8ª giornata                | ritorno (23ª) | ritorno (23ª) |
|             |             |                            |               |               |
| 29 nov.     | 1-2         | Fiorentina-Bologna         | 0-0           | 28 mar.       |
| 29 nov.     | 3-0         | Foggia-Verona              | 1-1           | 28 mar.       |
| 29 nov.     | 3-2         | Inter-Catania              | 1-0           | 28 mar.       |
| 29 nov.     | 2-0         | Juventus-Roma              | 0-0           | 28 mar.       |
| 29 nov.     | 1-1         | Lanerossi Vicenza-Cagliari | 1-1           | 28 mar.       |
| 29 nov.     | 0-0         | Lazio-Napoli               | 0-2           | 28 mar.       |
| 29 nov.     | 0-0         | Sampdoria-Torino           | 0-0           | 28 mar.       |
| 29 nov.     | 1-1         | Varese-Milan               | 2-1           | 28 mar.       |

| andata (9ª) | andata (9ª) | 9ª giornata             | ritorno (24ª) | ritorno (24ª) |
|             |             |                         |               |               |
| 13 dic.     | 2-0         | Bologna-Catania         | 0-0           | 4 apr.        |
| 13 dic.     | 5-2         | Foggia-Lazio            | 1-2           | 4 apr.        |
| 13 dic.     | 1-2         | Lanerossi Vicenza-Inter | 1-2           | 4 apr.        |
| 13 dic.     | 1-1         | Milan-Verona            | 3-1           | 4 apr.        |
| 13 dic.     | 0-0         | Roma-Cagliari           | 1-0           | 4 apr.        |
| 13 dic.     | 2-2         | Sampdoria-Fiorentina    | 0-0           | 4 apr.        |
| 13 dic.     | 1-1         | Torino-Napoli           | 0-2           | 4 apr.        |
| 13 dic.     | 0-0         | Varese-Juventus         | 2-2           | 4 apr.        |

| andata (10ª) | andata (10ª) | 10ª giornata               | ritorno (25ª) | ritorno (25ª) |
|              |              |                            |               |               |
| 20 dic.      | 2-1          | Cagliari-Bologna           | 0-0           | 11 apr.       |
| 20 dic.      | 1-2          | Catania-Roma               | 0-5           | 11 apr.       |
| 20 dic.      | 3-0          | Fiorentina-Foggia          | 1-1           | 11 apr.       |
| 21 dic.      | 3-2          | Inter-Varese               | 3-1           | 11 apr.       |
| 20 dic.      | 2-1          | Juventus-Lanerossi Vicenza | 1-1           | 11 apr.       |
| 20 dic.      | 1-0          | Lazio-Sampdoria            | 3-2           | 11 apr.       |
| 20 dic.      | 0-2          | Napoli-Milan               | 1-1           | 11 apr.       |
| 6 gen.       | 1-0          | Verona-Torino              | 0-1           | 11 apr.       |

| andata (9ª) | andata (9ª) | 9ª giornata             | ritorno (24ª) | ritorno (24ª) |
|             |             |                         |               |               |
| 13 dic.     | 2-0         | Bologna-Catania         | 0-0           | 4 apr.        |
| 13 dic.     | 5-2         | Foggia-Lazio            | 1-2           | 4 apr.        |
| 13 dic.     | 1-2         | Lanerossi Vicenza-Inter | 1-2           | 4 apr.        |
| 13 dic.     | 1-1         | Milan-Verona            | 3-1           | 4 apr.        |
| 13 dic.     | 0-0         | Roma-Cagliari           | 1-0           | 4 apr.        |
| 13 dic.     | 2-2         | Sampdoria-Fiorentina    | 0-0           | 4 apr.        |
| 13 dic.     | 1-1         | Torino-Napoli           | 0-2           | 4 apr.        |
| 13 dic.     | 0-0         | Varese-Juventus         | 2-2           | 4 apr.        |

| andata (10ª) | andata (10ª) | 10ª giornata               | ritorno (25ª) | ritorno (25ª) |
|              |              |                            |               |               |
| 20 dic.      | 2-1          | Cagliari-Bologna           | 0-0           | 11 apr.       |
| 20 dic.      | 1-2          | Catania-Roma               | 0-5           | 11 apr.       |
| 20 dic.      | 3-0          | Fiorentina-Foggia          | 1-1           | 11 apr.       |
| 21 dic.      | 3-2          | Inter-Varese               | 3-1           | 11 apr.       |
| 20 dic.      | 2-1          | Juventus-Lanerossi Vicenza | 1-1           | 11 apr.       |
| 20 dic.      | 1-0          | Lazio-Sampdoria            | 3-2           | 11 apr.       |
| 20 dic.      | 0-2          | Napoli-Milan               | 1-1           | 11 apr.       |
| 6 gen.       | 1-0          | Verona-Torino              | 0-1           | 11 apr.       |

| andata (11ª) | andata (11ª) | 11ª giornata             | ritorno (26ª) | ritorno (26ª) |
|              |              |                          |               |               |
| 27 dic.      | 1-1          | Catania-Cagliari         | 1-1           | 18 apr.       |
| 27 dic.      | 1-1          | Fiorentina-Lazio         | 0-0           | 18 apr.       |
| 27 dic.      | 2-2          | Foggia-Sampdoria         | 0-2           | 18 apr.       |
| 27 dic.      | 2-0          | Inter-Juventus           | 1-1           | 18 apr.       |
| 27 dic.      | 3-1          | Lanerossi Vicenza-Varese | 0-0           | 18 apr.       |
| 27 dic.      | 2-0          | Napoli-Verona            | 2-0           | 18 apr.       |
| 27 dic.      | 1-1          | Roma-Bologna             | 0-0           | 18 apr.       |
| 27 dic.      | 1-1          | Torino-Milan             | 0-1           | 18 apr.       |

| andata (12ª) | andata (12ª) | 12ª giornata             | ritorno (27ª) | ritorno (27ª) |
|              |              |                          |               |               |
| 3 gen.       | 2-2          | Bologna-Verona           | 0-0           | 25 apr.       |
| 3 gen.       | 0-0          | Cagliari-Torino          | 1-2           | 25 apr.       |
| 3 gen.       | 3-1          | Juventus-Lazio           | 2-2           | 25 apr.       |
| 3 gen.       | 1-0          | Lanerossi Vicenza-Foggia | 1-1           | 25 apr.       |
| 3 gen.       | 4-0          | Milan-Catania            | 0-0           | 25 apr.       |
| 3 gen.       | 2-2          | Roma-Napoli              | 2-1           | 25 apr.       |
| 3 gen.       | 0-2          | Sampdoria-Inter          | 1-3           | 25 apr.       |
| 3 gen.       | 0-0          | Varese-Fiorentina        | 1-1           | 25 apr.       |

| andata (11ª) | andata (11ª) | 11ª giornata             | ritorno (26ª) | ritorno (26ª) |
|              |              |                          |               |               |
| 27 dic.      | 1-1          | Catania-Cagliari         | 1-1           | 18 apr.       |
| 27 dic.      | 1-1          | Fiorentina-Lazio         | 0-0           | 18 apr.       |
| 27 dic.      | 2-2          | Foggia-Sampdoria         | 0-2           | 18 apr.       |
| 27 dic.      | 2-0          | Inter-Juventus           | 1-1           | 18 apr.       |
| 27 dic.      | 3-1          | Lanerossi Vicenza-Varese | 0-0           | 18 apr.       |
| 27 dic.      | 2-0          | Napoli-Verona            | 2-0           | 18 apr.       |
| 27 dic.      | 1-1          | Roma-Bologna             | 0-0           | 18 apr.       |
| 27 dic.      | 1-1          | Torino-Milan             | 0-1           | 18 apr.       |

| andata (12ª) | andata (12ª) | 12ª giornata             | ritorno (27ª) | ritorno (27ª) |
|              |              |                          |               |               |
| 3 gen.       | 2-2          | Bologna-Verona           | 0-0           | 25 apr.       |
| 3 gen.       | 0-0          | Cagliari-Torino          | 1-2           | 25 apr.       |
| 3 gen.       | 3-1          | Juventus-Lazio           | 2-2           | 25 apr.       |
| 3 gen.       | 1-0          | Lanerossi Vicenza-Foggia | 1-1           | 25 apr.       |
| 3 gen.       | 4-0          | Milan-Catania            | 0-0           | 25 apr.       |
| 3 gen.       | 2-2          | Roma-Napoli              | 2-1           | 25 apr.       |
| 3 gen.       | 0-2          | Sampdoria-Inter          | 1-3           | 25 apr.       |
| 3 gen.       | 0-0          | Varese-Fiorentina        | 1-1           | 25 apr.       |

| andata (13ª) | andata (13ª) | 13ª giornata                 | ritorno (28ª) | ritorno (28ª) |
|              |              |                              |               |               |
| 10 gen.      | 0-0          | Fiorentina-Lanerossi Vicenza | 1-0           | 2 mag.        |
| 10 gen.      | 1-1          | Foggia-Inter                 | 0-5           | 2 mag.        |
| 10 gen.      | 0-0          | Lazio-Varese                 | 1-2           | 2 mag.        |
| 10 gen.      | 2-1          | Milan-Bologna                | 2-3           | 2 mag.        |
| 10 gen.      | 1-0          | Napoli-Cagliari              | 1-1           | 2 mag.        |
| 10 gen.      | 2-0          | Sampdoria-Juventus           | 1-3           | 2 mag.        |
| 10 gen.      | 4-0          | Torino-Roma                  | 1-1           | 2 mag.        |
| 10 gen.      | 1-1          | Verona-Catania               | 1-0           | 2 mag.        |

| andata (14ª) | andata (14ª) | 14ª giornata            | ritorno (29ª) | ritorno (29ª) |
|              |              |                         |               |               |
| 17 gen.      | 1-0          | Bologna-Napoli          | 0-3           | 16 mag.       |
| 17 gen.      | 0-4          | Cagliari-Milan          | 1-3           | 16 mag.       |
| 17 gen.      | 1-0          | Catania-Torino          | 1-1           | 16 mag.       |
| 17 gen.      | 2-1          | Inter-Fiorentina        | 2-2           | 16 mag.       |
| 17 gen.      | 2-1          | Juventus-Foggia         | 0-0           | 16 mag.       |
| 17 gen.      | 1-0          | Lanerossi Vicenza-Lazio | 1-0           | 16 mag.       |
| 17 gen.      | 0-0          | Roma-Verona             | 0-1           | 16 mag.       |
| 17 gen.      | 1-1          | Varese-Sampdoria        | 1-2           | 16 mag.       |

| andata (13ª) | andata (13ª) | 13ª giornata                 | ritorno (28ª) | ritorno (28ª) |
|              |              |                              |               |               |
| 10 gen.      | 0-0          | Fiorentina-Lanerossi Vicenza | 1-0           | 2 mag.        |
| 10 gen.      | 1-1          | Foggia-Inter                 | 0-5           | 2 mag.        |
| 10 gen.      | 0-0          | Lazio-Varese                 | 1-2           | 2 mag.        |
| 10 gen.      | 2-1          | Milan-Bologna                | 2-3           | 2 mag.        |
| 10 gen.      | 1-0          | Napoli-Cagliari              | 1-1           | 2 mag.        |
| 10 gen.      | 2-0          | Sampdoria-Juventus           | 1-3           | 2 mag.        |
| 10 gen.      | 4-0          | Torino-Roma                  | 1-1           | 2 mag.        |
| 10 gen.      | 1-1          | Verona-Catania               | 1-0           | 2 mag.        |

| andata (14ª) | andata (14ª) | 14ª giornata            | ritorno (29ª) | ritorno (29ª) |
|              |              |                         |               |               |
| 17 gen.      | 1-0          | Bologna-Napoli          | 0-3           | 16 mag.       |
| 17 gen.      | 0-4          | Cagliari-Milan          | 1-3           | 16 mag.       |
| 17 gen.      | 1-0          | Catania-Torino          | 1-1           | 16 mag.       |
| 17 gen.      | 2-1          | Inter-Fiorentina        | 2-2           | 16 mag.       |
| 17 gen.      | 2-1          | Juventus-Foggia         | 0-0           | 16 mag.       |
| 17 gen.      | 1-0          | Lanerossi Vicenza-Lazio | 1-0           | 16 mag.       |
| 17 gen.      | 0-0          | Roma-Verona             | 0-1           | 16 mag.       |
| 17 gen.      | 1-1          | Varese-Sampdoria        | 1-2           | 16 mag.       |

| \| andata (15ª) \| andata (15ª) \| 15ª giornata \| ritorno (30ª) \| ritorno (30ª) \| \| \| \| \| \| \| \| 24 gen. \| 1-2 \| Fiorentina-Juventus \| 1-1 \| 23 mag. \| \| 24 gen. \| 2-2 \| Foggia-Varese \| 0-3 \| 23 mag. \| \| 24 gen. \| 0-1 \| Lazio-Inter \| 1-1 \| 23 mag. \| \| 24 gen. \| 2-2 \| Milan-Roma \| 1-1 \| 23 mag. \| \| 24 gen. \| 1-0 \| Napoli-Catania \| 0-1 \| 23 mag. \| \| 24 gen. \| 1-2 \| Sampdoria-Lanerossi Vicenza \| 0-0 \| 23 mag. \| \| 24 gen. \| 1-0 \| Torino-Bologna \| 0-1 \| 23 mag. \| \| 24 gen. \| 2-0 \| Verona-Cagliari \| 1-4 \| 23 mag. \| |              |                             |               |               |
| andata (15ª) | andata (15ª) | 15ª giornata                | ritorno (30ª) | ritorno (30ª) |
| |              |                             |               |               |
| 24 gen. | 1-2          | Fiorentina-Juventus         | 1-1           | 23 mag.       |
| 24 gen. | 2-2          | Foggia-Varese               | 0-3           | 23 mag.       |
| 24 gen. | 0-1          | Lazio-Inter                 | 1-1           | 23 mag.       |
| 24 gen. | 2-2          | Milan-Roma                  | 1-1           | 23 mag.       |
| 24 gen. | 1-0          | Napoli-Catania              | 0-1           | 23 mag.       |
| 24 gen. | 1-2          | Sampdoria-Lanerossi Vicenza | 0-0           | 23 mag.       |
| 24 gen. | 1-0          | Torino-Bologna              | 0-1           | 23 mag.       |
| 24 gen. | 2-0          | Verona-Cagliari             | 1-4           | 23 mag.       |

| andata (15ª) | andata (15ª) | 15ª giornata                | ritorno (30ª) | ritorno (30ª) |
|              |              |                             |               |               |
| 24 gen.      | 1-2          | Fiorentina-Juventus         | 1-1           | 23 mag.       |
| 24 gen.      | 2-2          | Foggia-Varese               | 0-3           | 23 mag.       |
| 24 gen.      | 0-1          | Lazio-Inter                 | 1-1           | 23 mag.       |
| 24 gen.      | 2-2          | Milan-Roma                  | 1-1           | 23 mag.       |
| 24 gen.      | 1-0          | Napoli-Catania              | 0-1           | 23 mag.       |
| 24 gen.      | 1-2          | Sampdoria-Lanerossi Vicenza | 0-0           | 23 mag.       |
| 24 gen.      | 1-0          | Torino-Bologna              | 0-1           | 23 mag.       |
| 24 gen.      | 2-0          | Verona-Cagliari             | 1-4           | 23 mag.       |

## Statistiche

### Capoliste solitarie
|    | —— | —— | —— | ——     | ——     | ——     | ——     | ——     | ——  | ——  | ——    | ——    | ——    | ——    | ——    | ——    | ——    | ——    | ——    | ——    | ——  | ——    | ——    | ——    | ——    | ——    | ——    | ——    | ——    | —— |  |
|    |    |    |    | Napoli | Napoli | Napoli | Napoli | Napoli | Mil |     | Milan | Milan | Milan | Milan | Milan | Milan | Milan | Milan | Milan | Milan |     | Inter | Inter | Inter | Inter | Inter | Inter | Inter | Inter |    |  |
|    |    |    |    |        |        |        |        |        |     |     |       |       |       |       |       |       |       |       |       |       |     |       |       |       |       |       |       |       |       |    |  |
|    |    |    |    |        |        |        |        |        |     |     |       |       |       |       |       |       |       |       |       |       |     |       |       |       |       |       |       |       |       |    |  |
| 1ª | 2ª | 3ª | 4ª | 5ª     | 6ª     | 7ª     | 8ª     | 9ª     | 10ª | 11ª | 12ª   | 13ª   | 14ª   | 15ª   | 16ª   | 17ª   | 18ª   | 19ª   | 20ª   | 21ª   | 22ª | 23ª   | 24ª   | 25ª   | 26ª   | 27ª   | 28ª   | 29ª   | 30ª   |    |  |

### Individuali

#### Classifica marcatori
| Gol | Rigori |  | Giocatore          | Squadra           |
| --- | ------ |  | ------------------ | ----------------- |
| 24  | 8      |  | Roberto Boninsegna | Inter             |
| 19  | 3      |  | Pierino Prati      | Milan             |
| 15  | 2      |  | Giuseppe Savoldi   | Bologna           |
| 13  |        |  | Roberto Bettega    | Juventus          |
| 10  |        |  | Sergio Clerici     | Verona            |
| 9   |        |  | Ermanno Cristin    | Sampdoria         |
| 9   | 3      |  | Giorgio Chinaglia  | Lazio             |
| 8   |        |  | Nello Saltutti     | Foggia            |
| 8   |        |  | Giancarlo Salvi    | Sampdoria         |
| 8   |        |  | Silvano Villa      | Milan             |
| 8   | 2      |  | Angelo Domenghini  | Cagliari          |
| 8   | 2      |  | Gigi Riva          | Cagliari          |
| 8   | 6      |  | Mario Maraschi     | Lanerossi Vicenza |

### Media spettatori
Media spettatori della Serie A 1970-71: 30 805.
| Club       | Pos. | Media  |
| ---------- | ---- | ------ |
| Milan      | 1    | 53.319 |
| Napoli     | 2    | 52.399 |
| Roma       | 3    | 45.551 |
| Inter      | 4    | 45.248 |
| Lazio      | 5    | 37.979 |
| Cagliari   | 6    | 36.902 |
| Fiorentina | 7    | 35.422 |
| Juventus   | 8    | 35.415 |
| Bologna    | 9    | 26.825 |
| Torino     | 10   | 26.234 |
| Sampdoria  | 11   | 23.177 |
| Verona     | 12   | 20.781 |
| Foggia     | 13   | 16.558 |
| Vicenza    | 14   | 15.351 |
| Varese     | 15   | 11.108 |
| Catania    | 16   | 10.617 |